# Shamshiadad IV
Shamshiadad IV, rey asirio (1053 o 1054 a. C. - 1050 a. C.) del llamado Imperio Medio, hijo de Tiglatpileser I y sucesor de Eriba-Adad II, a quien sustituyó en el trono con la ayuda de los babilonios, con quienes se había criado.
La Lista asiria de reyes cuenta que  «Vino de Karduniash, derrocó a Erība-Adad, hijo de Aššur-bêl-kala, y gobernó durante 4 años». El rey de Babilonia, Adad-apla-iddina, que había sido instalado más de una década atrás por el hermano de  Šamši-Adad, Ashur-bel-kala, jugó un papel no aclarado en la sucesión, pero parece que Šamši-Adad pudo haber encontrado refugio en su reino, durante su exilio.
La Lista sincrónica de reyes da a Ea-, presumiblemente Ea-mukin-zeri (ca 1008 a. C.), como rey babilonio contemporáneo, una pareja improbable, ya que más bien parece haber coincidido con los últimos reyes de la II Dinastía de Isin. Los sucesos políticos de su reinado son oscuros, y las inscripciones fragmentarias se limitan a la conmemoración de los trabajos de renovación del templo de Ishtar, en Nínive, y la bīt nāmeru (puerta-torre) en Assur.
Le sucedió en el trono su hijo, Asurnasirpal I.
| Predecesor: Eriba-Adad II | Rey de Asiria 1054-1050 a. C. | Sucesor: Asurnasirpal I |